# 伊瓦瓦縣

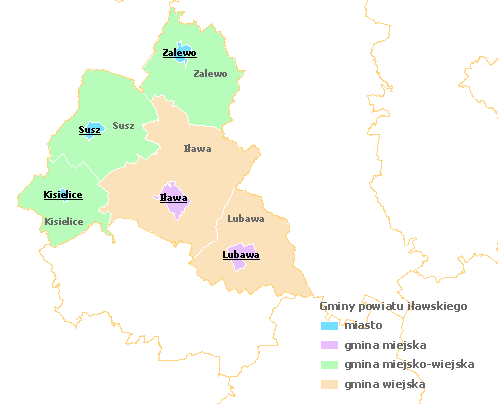

53°35′47″N 19°33′56″E / 53.59639°N 19.56556°E
伊瓦瓦縣（波蘭語：Powiat iławski），是波蘭的縣份，位於該國東北部，由瓦爾米亞-馬祖里省負責管轄，首府設於伊瓦瓦，面積1,385平方公里，2006年人口89,960，人口密度每平方公里65人。